# اسکریپوو
اسکریپوو (به لاتین: Skripovo) یک منطقهٔ مسکونی در روسیه است که در استان آرخانگلسک واقع شده‌است.